# Boxdorfer Windmühle

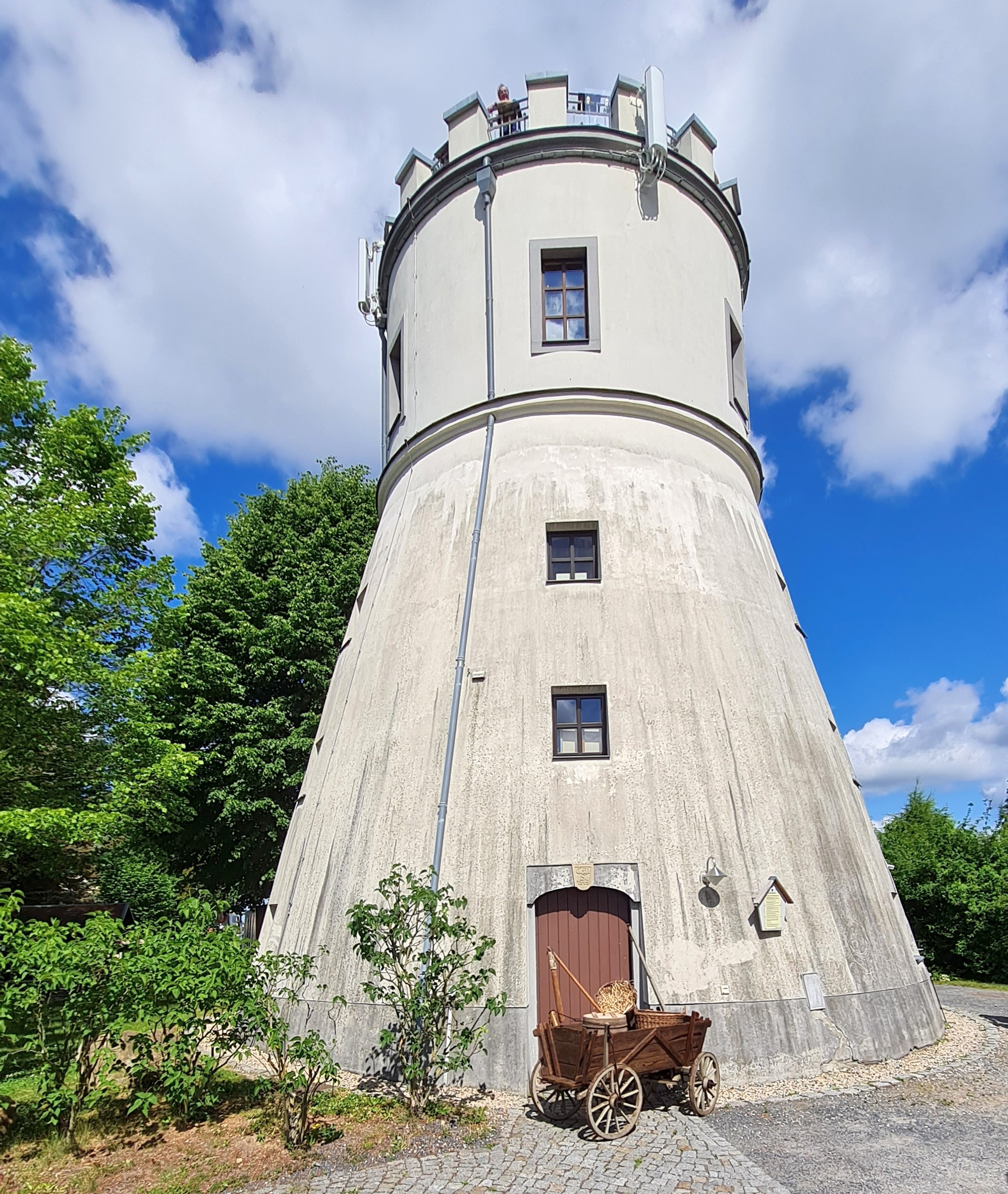
Die Boxdorfer Windmühle 2022

Die Boxdorfer Windmühle ist eine 1849 errichtete ehemalige Turmholländer-Windmühle in Boxdorf, einem Ortsteil von Moritzburg.

## Geschichte

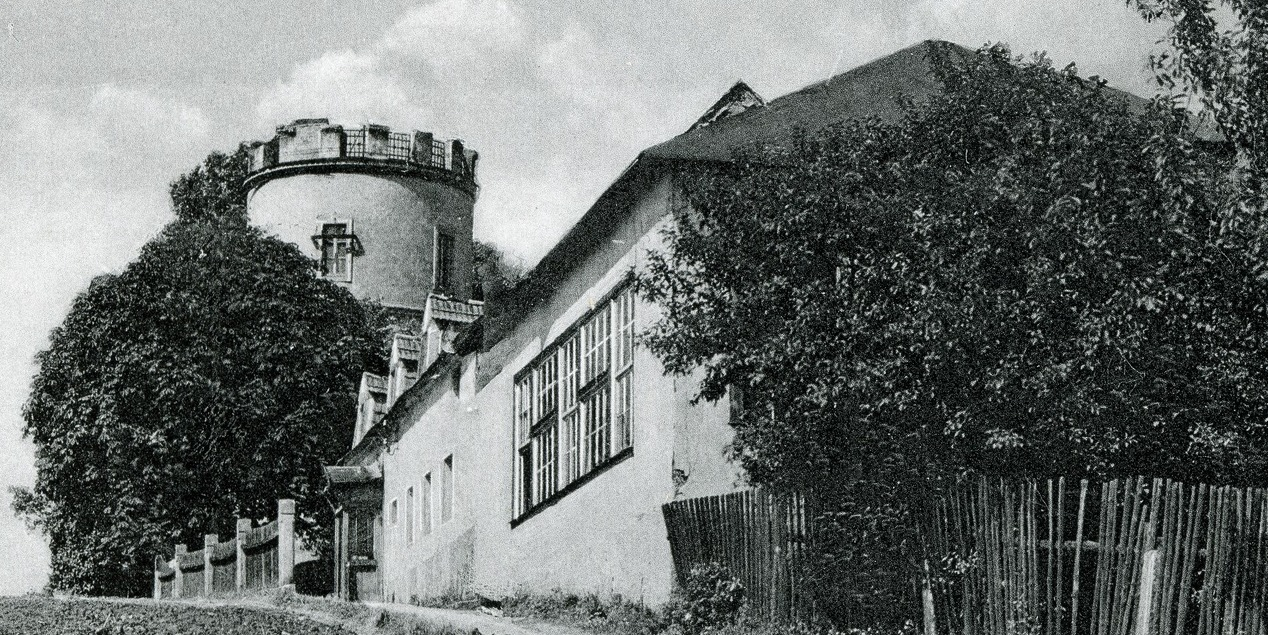
Windmühle und Wirtschaftsgebäude 1957

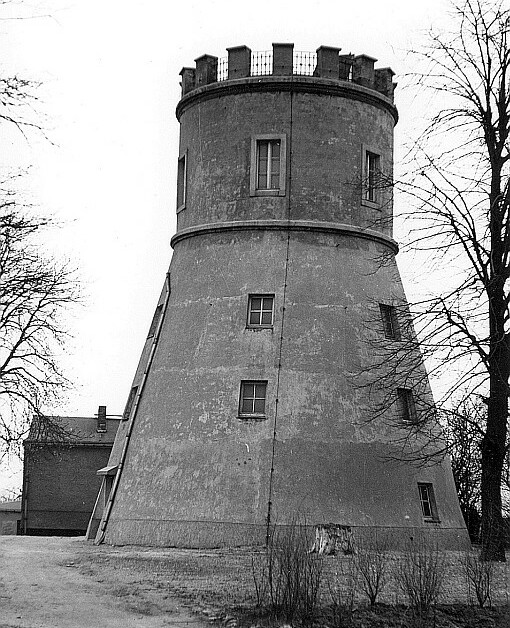
Windmühle 1973

Bis 1652 mussten die Boxdorfer und die Reichenberger Bauern entsprechend dem damals geltenden Mahlzwang ihr Getreide im Plauenschen Grund und in der (etwas näheren) Erbpachtmühle Ockrilla mahlen lassen. Mit der Sächsischen Verfassung von 1831 fiel der Mahlzwang weg.
Die erste Mühle an diesem Standort, eine hölzerne Bockwindmühle, wurde 1839 durch den Müller Münch aus Zuschendorf auf dem Boxdorfer Galgenberg (auch: Gallberg) errichtet. Das Mahlwerk konnte täglich acht bis zehn Zentner Mehl mahlen. 1847 wurde die Mühle an den aus Weferlingen bei Magdeburg stammenden Müller Friedrich Wilhelm Seeländer verkauft. Die Mühle brannte bei einem Gewitter 1849 im vollen Betrieb ab.
Friedrich Wilhelm verkaufte die Reste an seinen Bruder Heinrich Christoph Seeländer und betrieb selbst die Wassermühle Loschwitz. Heinrich Christoph baute die Mühle noch im selben Jahr 1849 als steinerne, wehrturmartige Holländermühle wieder auf. Davon zeugt noch ein Sandstein mit eingravierter Jahreszahl über der ursprünglichen Eingangstür. Sechs Jahre später kehrte Friedrich Wilhelm 1855 nach Boxdorf zurück und übernahm die Mühle wieder von seinem Bruder. Um 1860 wurde das zur Mühle gehörige Wohnhaus wohl durch Brandstiftung zerstört. Daraufhin entstand das heute noch existierende Wohngebäude.
Im Deutschen Krieg von 1866 sammelte sich die mit Österreich verbündete Sächsische Armee bei Dresden und besetzte die Mühle. Als Preuße durfte der Müller kein Getreide mehr mahlen.
Friedrich Wilhelm Seeländer starb 1877 an den Folgen eines Kriegsleidens. Da seine Nachkommen andere Berufe hatten oder zu jung waren kam die Mühle in fremde Hände. Friedrich Hermann Müller kaufte die Mühle mit drei Mahlgängen und einer Bäckerei für 11.100 Mark. Bei einem Blitzschlag am 27. Juni 1887 entstand zwar kein Brand. Trotzdem wurden das Dach, die Flügel und die Welle zerstört. Da inzwischen rationeller arbeitende maschinelle Großbetriebe das Geschäft übernommen hatten lohnte sich eine Reparatur nicht mehr. Die Mühle kam zum Stillstand.
Dem Besitzer Müller wurde 1890 eine Konzession für den Kaffee- und Bierausschank erteilt. Müller eröffnete eine Wirtschaft und auf dem Turm der Mühle eine hölzerne Aussichtsplattform. Diese wurde 1904 durch den heute noch vorhandenen steinernen Aufbau mit Zinnen ersetzt.
1921 erwarb Paul Gantze die Mühle und ließ im Inneren wieder ein elektrisches Mahlwerk erreichten. Den Ausschank verlegte er in das benachbarte Wohnhaus. Dazu baute er 1927 einen kleinen Saal an. Das Anwesen wurde zur beliebten Ausflugsgaststätte, die bis in die 1950er Jahre in Betrieb war.
Nachdem 1956 Neu-Reichenberg nach Boxdorf eingemeindet worden war, kaufte 1962 die Gemeinde Boxdorf das gesamte Objekt für 17.480 Mark von Paul Gantze. Zur 125-Jahr-Feier 1963 wurde der Turm äußerlich erneuert. Seit 1974 steht er unter Denkmalschutz. Im Wirtschaftsgebäude wurde ein Schulhort untergebracht, der kleine Saal wurde zur Turnhalle ausgebaut. Außerdem entstanden Wohnungen.
Ab 1987 wurde das Innere des Turms und die Aussichtsplattform saniert. Dies war bis zur 750-Jahr-Feier der Gemeinde Boxdorf 1992 abgeschossen. Bis dahin wurde der Turm als Richtfunkstation der Deutschen Post und als Funkstation der Gesellschaft für Sport und Technik genutzt. 2005 erhielt der Turm eine neue Dachabdichtung, Dachentwässerung, Fenster, Traufen, einen wasserabweisenden Außenputz, sowie moderne Blitzableitertechnik, Elektrik und Heizungsanlagen. 2011 erfolgte abermals eine komplette Innen- und Außensanierung. Außerdem wurden neue Außenanlagen um den Turm angelegt und bepflanzt.

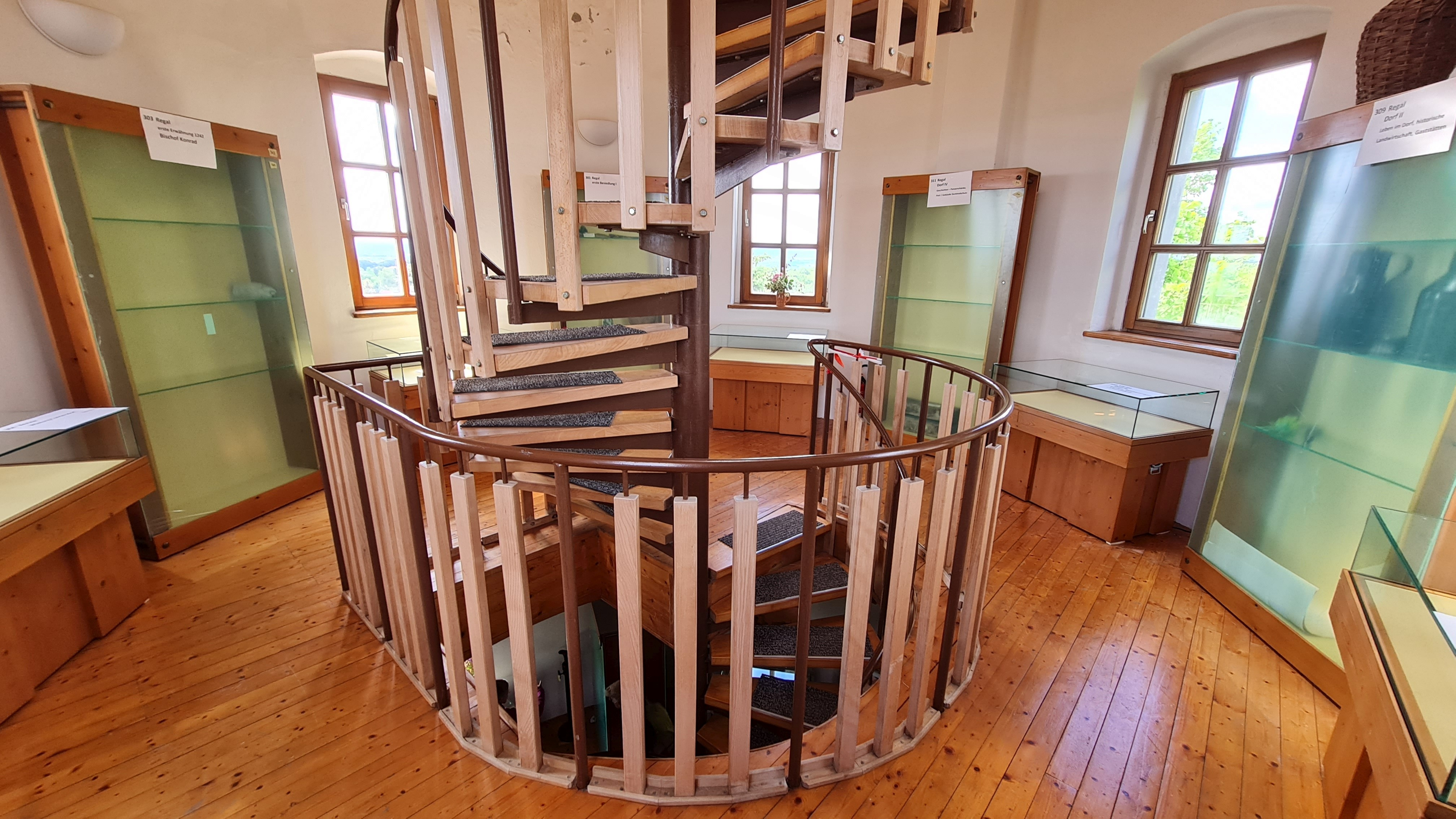
Museum in der Windmühle 2022

Heute wird die 13 Meter hohe Boxdorfer Windmühle als Heimatmuseum und Aussichtsturm genutzt. Die Aussichtsplattform ist der höchsten Punkt der Gemeinde Moritzburg. Von der historischen Mühlentechnik ist mit Ausnahme einiger Mühlsteine nichts mehr erhalten. Der Vorplatz dient zum Beispiel zum jährlichen Deutschen Mühlentag als Festplatz. Im ehemaligen Wohnhaus sind verschiedene lokale Vereine ansässig.
2023 musste der Zugang zur Mühle eingeschränkt werden. Grund hierfür war eine Februar erschienene Brandschutzverordnung, die vorsieht, dass sich nur noch zwei Personen gleichzeitig in der Mühle aufhalten dürfen. Außerdem muss eine Person dabei sein, die bestimmte Kenntnisse im Brandschutz hat. Ein Umbau des denkmalgeschützten Gebäudes, um einen zweiten Rettungsweg zu integrieren, schied aus Kostengründen aus. 2024 verursachte im Dachbereich eindringendes Regenwasser einen Schaden von über 12.000 Euro.

## Galerie

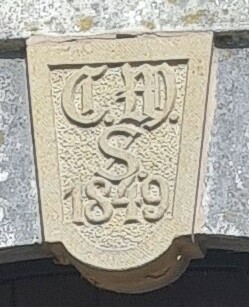
Schlussstein mit der Jahreszahl 1849
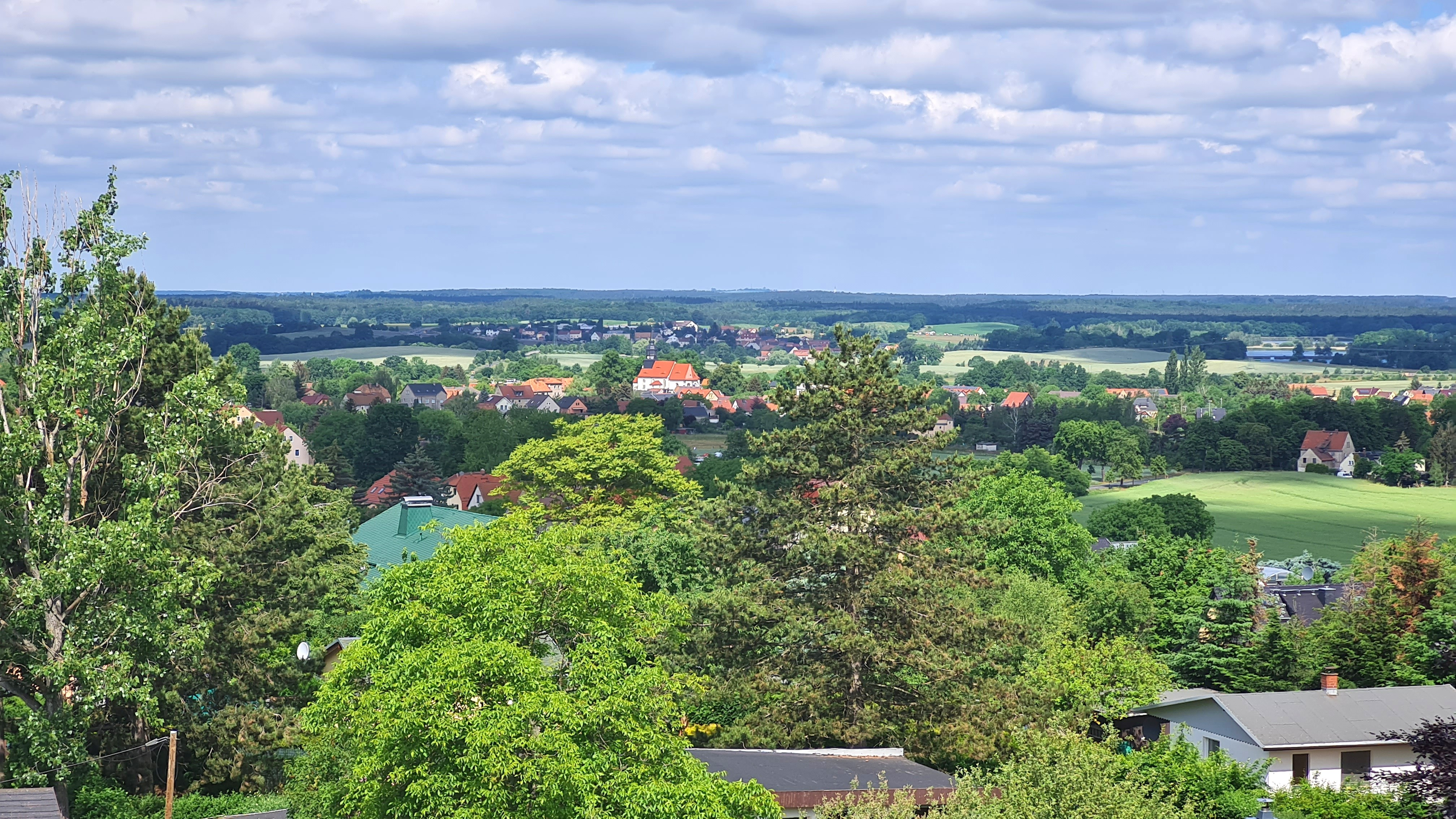
Blick vom Turm auf Moritzburg
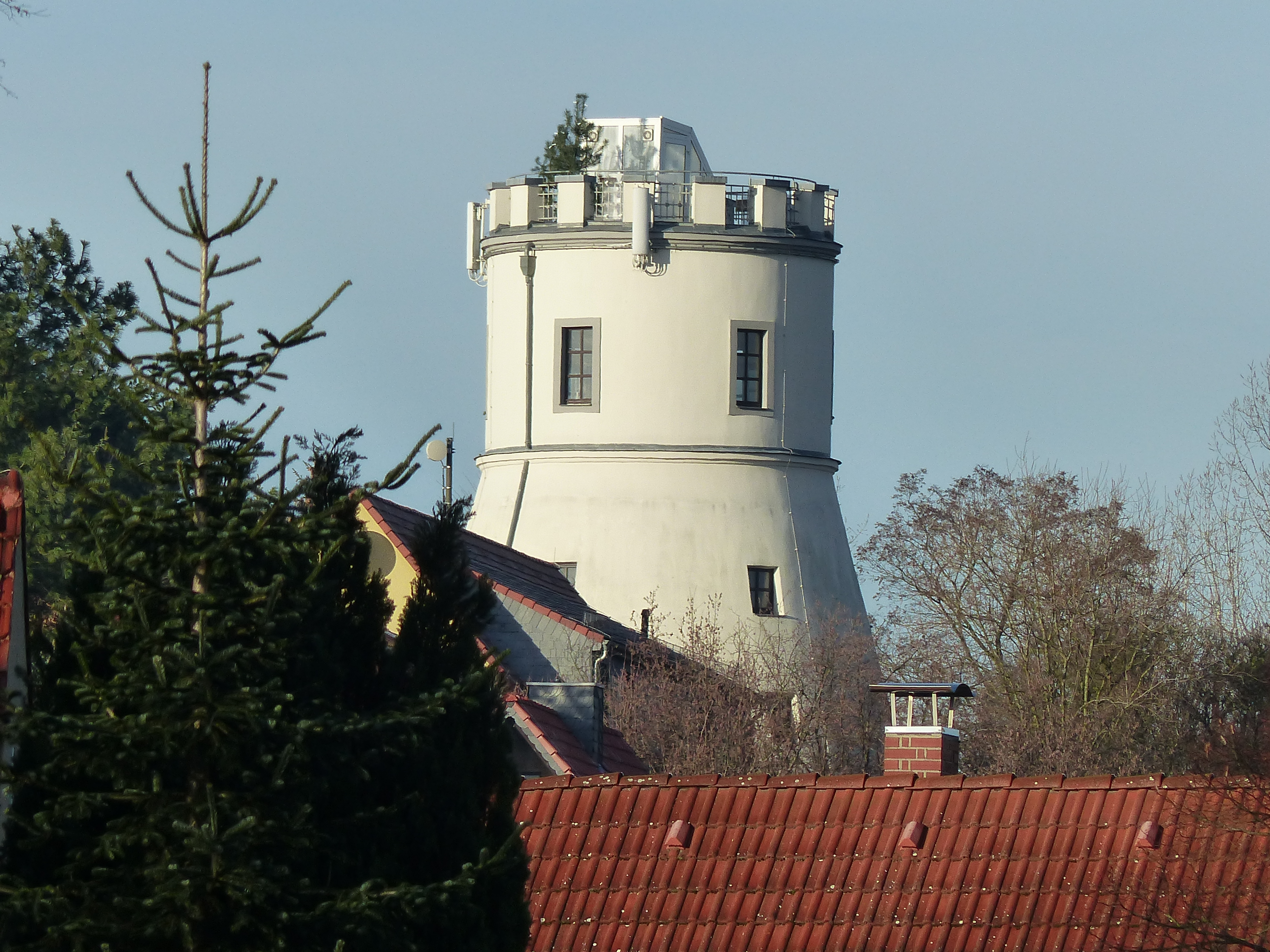
Aussichtsplattform mit Ausstieg des Treppenhauses